# Balonpesado
Balonpesado (balón pesado o balón-pesado) es un deporte de equipo, ideado tanto para campo abierto como cerrado, en el que dos conjuntos de cinco jugadores cada uno, pretenden marcar goles en círculos dibujados en el suelo de ambos extremos del campo, y se constituye como el único deporte autóctono de conjuntos en Colombia.

## Historia
El balón-pesado (inicialmente nombrado Balón Mano Pesado) fue creado el 27 de marzo de 1973 en Colombia, en el puerto de Buenaventura, por Roberto Lozano Batalla, profesor de educación física en el Instituto Técnico Industrial Gerardo Valencia Cano. En 1974 fue oficialmente reconocido por Coldeportes. Hoy en día, su práctica se ha expandido por más de 24 departamentos en Colombia y 19 países en todo el mundo, habiéndose presenciado varios encuentros internacionales con países invitados como Estados Unidos, México, Alemania, Cuba, Israel, Chile, Unión Soviética, Francia, Bulgaria, entre otros.

## Características
- Duración de un partido: Según el reglamento oficial del balonpesado,[1] en un juego de hombres, cada partido consta de dos tiempos de 25 minutos, con un período intermedio de 4 minutos de descanso. En un juego de mujeres, los tiempos formales se reducirán a 20 minutos, por lo que en circunstancias normales, un partido de hombres dura 54 minutos y 44 uno de mujeres, en razón a que el tiempo se contabiliza continuamente.

- Jugadores: Cada equipo cuenta con 10 jugadores, compuesto de cinco titulares y cinco relevos.

- Inicio del partido: El punto central divide el campo en dos zonas para cada equipo. Los jugadores se organizan a voluntad. El árbitro convoca a los capitanes de cada equipo y sortea el derecho del balón con cobro de moneda. Una vez ganado el saque, el capitán se sitúa en la última línea de su zona a la espera del pito inicial por parte del árbitro de cabecera. El jugador tiene 3 segundos para hacer mover la pelota y quien la recibe, tiene la potestad de trasportarla, caminando o corriendo en cualquier dirección, pasar la pelota con un lanzamiento o haciéndola rodar, pero nunca entregada, y siempre con las manos, eludiendo rituales. El derecho al balón se alterna entre adversarios en cambio de tiempos. El balón también le corresponde a quien sufre el gol.

- Árbitros: El juego es monitoreado por tres árbitros, siendo uno interno, que posee el mando absoluto, y dos laterales, que controlan que no se violen las reglas a espalda del principal.

- Equipamiento: Los jugadores visten calzado (tenis) deportivo, calcetín, pantaloneta y camiseta. Números del 1 al 10.

## Medidas del campo y la pelota

### El campo
- El campo de juego se comprende de un rectángulo de iguales dimensiones y características de terreno al baloncesto, es decir, de 15 m de ancho y 28 m de longitud.
- En los extremos longitudinales del campo, centrado, y con epicentro a 2.35 m de la línea de borde se encuentra dibujado un círculo de 1.50 m, de diámetro libre, y representa el área de gol.
- En el centro del campo, tanto a lo ancho como a lo largo, se sitúa un punto de 20 cm de diámetro que marca el área de cada equipo y la zona de saque.
- El grosor de todas las líneas del campo es de 7 cm.

### El balón
- Se utiliza un balón de características similares al de voleibol, con cubierta de caucho, el cual se desinfla hasta lograr un peso aproximado entre 400 y 450 gramos.
- "Noble, no hiere, de fácil aprehensión, no rebota y es lerdo: de ahí su nombre de balonpesado."[4]